# Мукба, Анзор Кокович
Анзор Кокович Мукба (абх. Анзор Кәакә-иҧа Мықәба; род. 15 апреля 1946, с. Отхара, Абхазская ССР) — абхазский писатель, с 15 апреля 2011 года — Председатель правления Союза писателей Абхазии. Заслуженный артист Абхазской АССР (1981).

## Биография
Родился 15 апреля 1946 года в селе Отхара Абхазской ССР.
В 2005 году указом президента Абхазии назначен председателем государственного комитета Республики Абхазия по репатриации. 26 февраля 2010 года при формировании нового кабинета министров утвержден в своём статусе, а 9 сентября 2010 года освобождён от должности.
15 апреля 2011 года избран Председателем правления Союза писателей Абхазии.

## Творчество
- В солнечное затмение: Ист. драма. — Сухуми: Алашара, 1978. — 167 с.
- Вкус земли: Пьесы. — Сухуми: Алашара, 1988. — 92 с.
- Уарда: Сказки-пьесы. — Сухуми: Алашара, 1991. — 80 с.